# جک شفر
جک شفر (متولد ۱۹۷۸) کارگردان، تهیه‌کننده و فیلم‌نامه‌نویس آمریکایی است که به خاطر اولین فیلم بلندش در ۲۰۰۹ به‌نام زمان‌سنج و به‌خاطر نوشتن فیلم روبه‌اکران دنیای سینمایی مارول بیوه سیاه است.

## زندگی و حرفه
شفر در آگورا هیلز، کالیفرنیا بزرگ شد و از نوجوانان الهام گرفته از فیلم‌سازانی همچون کوئنتین تارانتینو، رابرت رودریگز، آلیسون آندرس و لیزا چولودنکو بود. شفر با فارغ‌التحصیل بی‌ای از دانشگاه پرینستون در سال ۲۰۰۰، در رشته زبان انگلیسی، و در ادامه یک کارشناسی ارشد هنرهای زیبا در تولید فیلم از مدرسه هنرهای سینمایی یواس‌سی کسب کرد. او یهودی است و دارای دو فرزند است.
او اولین فیلم سینمایی خود را، که یک کمدی رمانتیک علمی-تخیلی به‌نام زمان‌سنج با بازی اما کالفیلد بود را، نوشت، تهیه و کارگردانی کرد. این فیلم در جشنواره فیلم ترابیکا در ۲۰۰۹ منتشر شد و یک سال بعد این فیلم در آمریکا به‌صورت محدود اکران شد.
شفر فیلم فریب‌کاری با بازی ان هتوی و ربل ویلسون را، که نسخه بازسازی‌شده لات‌های کثیف فاسد بود را نوشت که در مه ۲۰۱۹ اکران شد. شفر همچنین در حال توسعه فیلم‌نامه لیست سیاه خود با بازی هتوی، دوش است.
شفر با همکاری ژنو رابرتسون-دوورت، آنا بودن و رایان فلک فیلم‌نامه فیلم کاپیتان مارول مارول استودیوز را نوشت. این فیلم در ۸ مارس ۲۰۱۹ اکران شد.
شفر همچنین فیلم بیوه سیاه مارول استودیوز را با بازی اسکارلت جوهانسون نوشت تا اینکه ند بنسون جایگزین او شد، که به نوبه خود اریک پیرسون جایگزین شد. در ژانویه ۲۰۱۹ اعلام شد که شفر توسط مارول استخدام شده تا قسمت اول مجموعه وانداویژن را بنویسد و شورانر این مجموعه باشد.

## فیلم‌شناسی

### فیلم
| سال  | نام                   | فعالیت به‌عنوان | فعالیت به‌عنوان | فعالیت به‌عنوان |
| سال  | نام                   | کارگردان       | فیلم‌نامه‌نویس   | تهیه‌کننده      |
| ---- | --------------------- | -------------- | -------------- | -------------- |
| ۲۰۰۹ | زمان‌سنج               | آری            | آری            | آری            |
| ۲۰۱۷ | ماجراجویی منجمد اولاف | نه             | آری            | نه             |
| ۲۰۱۹ | کاپیتان مارول         | نه             | آری            | نه             |
| ۲۰۱۹ | فریب‌کاری              | نه             | آری            | نه             |
| ۲۰۲۱ | بیوه سیاه             | نه             | آری            | نه             |

### تلویزیون
| سال  | نام       | فعالیت به‌عنوان | فعالیت به‌عنوان | فعالیت به‌عنوان | یادداشت                          |
| سال  | نام       | شورانر         | فیلمنامه‌نویس   | تهیه‌کننده      | یادداشت                          |
| ---- | --------- | -------------- | -------------- | -------------- | -------------------------------- |
| ۲۰۲۱ | وانداویژن | آری            | قسمت آزمایشی   | اجرایی         | مجموعه کوتاه اختصاصی برای دیزنی+ |